# Cyrtarachne flavopicta
Cyrtarachne flavopicta är en spindelart som beskrevs av Tord Tamerlan Teodor Thorell 1899. Cyrtarachne flavopicta ingår i släktet Cyrtarachne och familjen hjulspindlar. Inga underarter finns listade i Catalogue of Life.